# Gosselming
Gosselming település Franciaországban, Moselle megyében. Lakosainak száma 571 fő (2022. január 1.). Gosselming Berthelming, Bettborn, Dolving, Haut-Clocher, Oberstinzel és Saint-Jean-de-Bassel községekkel határos.

## Népesség
A település népességének változása:
| Lakosok száma | 444  | 486  | 526  | 604  | 609  | 602  | 587  | 575  | 568  | 571  |
|               | 1968 | 1982 | 1990 | 2006 | 2013 | 2015 | 2017 | 2019 | 2020 | 2022 |